# Combatants for peace

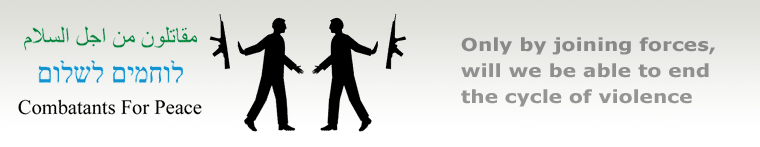
Logotypen för rörelsen Combatants for peace.

Combatants for peace är en rörelse som bildades av före detta israeliska soldater och palestinska ”fighters”. De har lämnat sina vapen och arbetar fredligt för att få ett slut på Israels ockupation av palestinska områden.